# .as
.as je vrhovna internetska domena (country code top-level domain - ccTLD) za Američku Samou. Domenom upravlja AS Domain Registry.

## Vanjske poveznice
- IANA .as whois informacija  Arhivirana inačica izvorne stranice od 16. svibnja 2008. (Wayback Machine)